# Dietrich Unangst
Dietrich Nikolaus Kurt Unangst (* 8. September 1931 in Meiningen) ist ein deutscher Physiker und ehemaliger Politiker und Funktionär der DDR-Blockpartei National-Demokratische Partei Deutschlands (NDPD) und Prorektor der Universität Jena.

## Leben und Wirken

### Herkunft, akademische Karriere
Dietrich Unangst war der Sohn eines Angestellten. Er studierte und wurde Diplom-Physiker. Von 1968 bis 1993 war er ordentlicher Professor für Experimentalphysik an der Universität Jena und dem dortigen Institut für Optik und Quantenelektronik. Sein Fachgebiet war die Röntgenphysik, insbesondere die Kristallstrukturanalyse. Er war Prorektor für Naturwissenschaft und Technik der Universität.

### Politik
Er trat der 1948 in der Sowjetischen Besatzungszone neugegründeten NDPD bei. Bei den Wahlen zur Volkskammer der DDR war Unangst Kandidat der Nationalen Front der DDR. Von 1971 bis 1990 war er Mitglied der NDPD-Fraktion in der Volkskammer.

### Nach 1990
Nach der Wende und der deutschen Wiedervereinigung veranlasste er die im Juli 1991 erfolgte Gründung des Vereins zur Regionalförderung von Forschung, Innovation und Technologie für die Strukturentwicklung (ReFIT e. V.), eine Initiative zur Standortentwicklung in Jena, deren Ziel die Wiedereingliederung von Wissenschaftlern und Technikern ins Arbeitsleben war.
1995 war er Gründungsmitglied des Vereins zur Förderung eines Museums des wissenschaftlichen Instrumente- und Gerätebaus Jena e.V. Auch im Denkmalschutz engagierte er sich ehrenamtlich, etwa für den Eulensteinschen Hof in Hohlstedt.